# Sakai (Ibaraki)

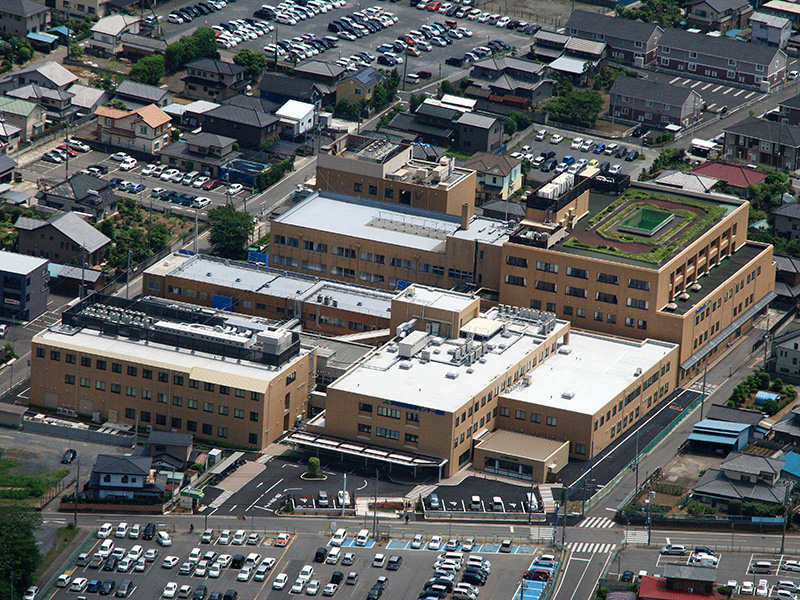
Hospital Central Médico Suroeste de Ibaraki (茨城西南医療センター病院Ibaraki seinan iryō sentā byōin).

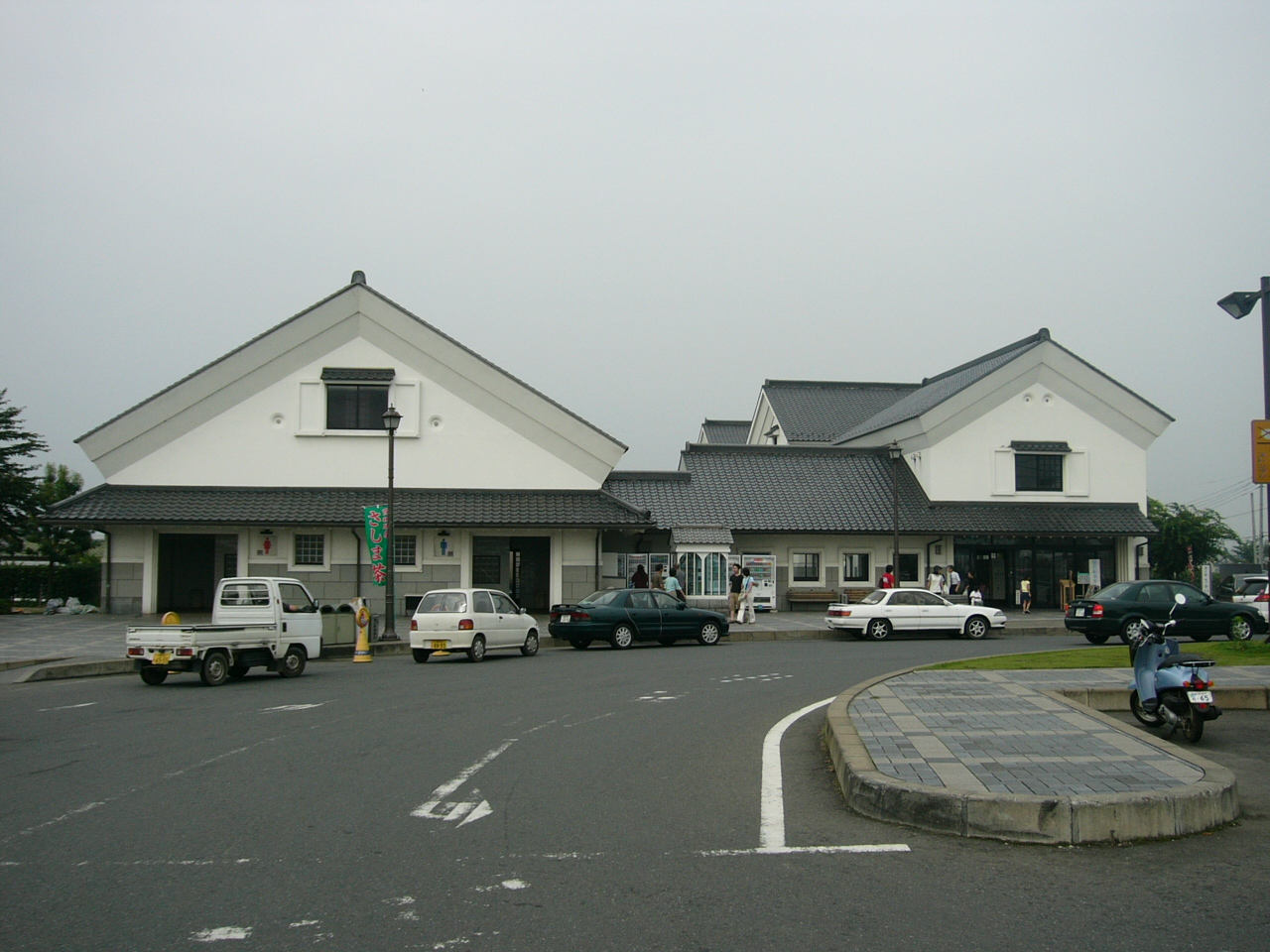
Estación vial en Sakai.

 Sakai  (境町  Sakai-machi?) es una población situada en la Prefectura de Ibaraki, en Japón.

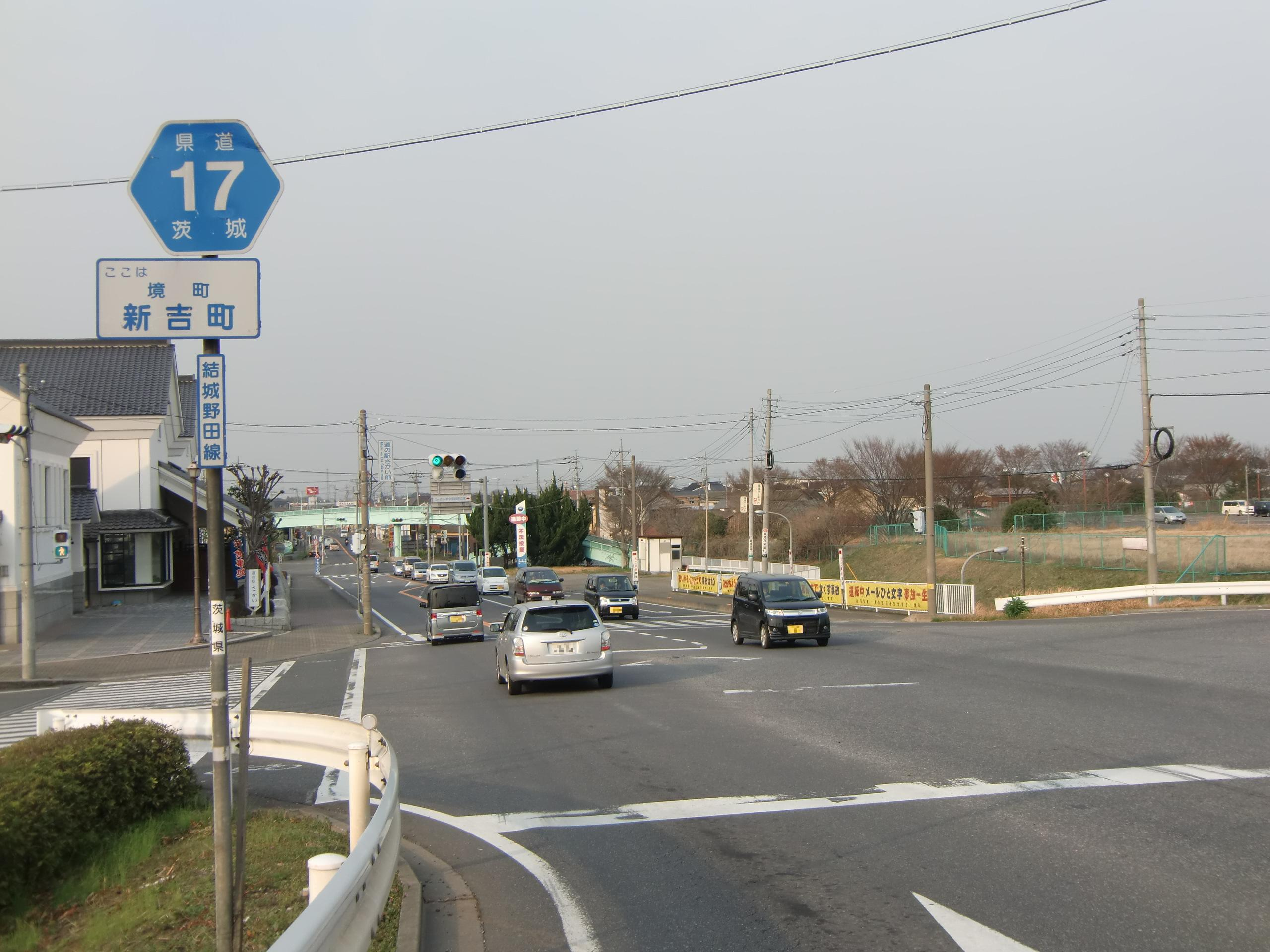
Ruta Prefectural 17 entre las prefecturas de Ibaraki y Chiba.

Sakai, junto con Goka, son los únicos municipios que pertenecen al Distrito de Sashima (猿島郡  Sashima-gun).
Al 1 de diciembre de 2013, Sakai, tenía una  población 25.077 habitantes y una densidad poblacional de 538 personas por km². La superficie total es de 46,58 km².

## Creación de la población
El área de Sakai actual era parte de la Provincia de Shimōsa y fue transferido a la Prefectura de Ibaraki en 1875 después del comienzo del Período de Meiji.
El área fue organizada en el pueblo (町 machi) Sakai con el establecimiento del sistema de las municipalidades el 1 de abril de 1889. 

## Geografía
La localidad está ubicada a unos 50 km de la metrópoli de Tokio.
La población se encuentra localizada al suroeste de la Prefectura de Ibaraki y limita con la Prefectura de Chiba.
Su territorio limita al suroeste con la población de Goka, al noroeste con la ciudad de  Koga; al este con la ciudad de  Bandō y  al sureste con la ciudad de Noda perteneciente a la Prefectura de Chiba.
El territorio de Sakai es plano y por el suroeste de la ella, circula el río Tone.
La ciudad tiene empresas de manufactura y la agricultura es un renglón destacable en su actividad. 

## Transporte
Por carretera accediendo a la Ruta Nacional 4 Baipás, y  viajando al sur, está comunicada la población con la metrópoli de Tokio.
A través de la Ruta Nacional 354 con desplazamiento al este, se comunica con las ciudades de Tsukuba y  Tsuchiura, entre otras. 
Por esa misma Ruta Nacional 354, también viajando al este, y cambiando en la intercepción a la Ruta Nacional 408 e yendo al sureste, se accede al Aeropuerto Internacional de Narita en la ciudad de  Narita.